# Rumar
Rumar är en by på ön Korpo i den finska kommunen Pargas stad i landskapet Egentliga Finland. Rumar ligger på öns södra sida.

## Marinan
I Rumar finns även en gästhamn med en större huvudbyggnad från 1902. Byggnaden var en skola fram till år 1963.

## Utkikstornet
Utsiktstornet på Rumar berg byggdes 1997. I tornet finns Meteorologiska institutets väderradar, vars utslag kan ses på en radarskärm på markplanet. Dessutom kan man bekanta sig med lokal kultur och besöka utekafeet. 2001 introducerades en natur/kulturstig i närheten av tornet.